# Капитан Блад (фильм, 1924)
Капитан Блад (англ. Captain Blood) — чёрно-белая немая историко-приключенческая костюмированная мелодрама, снятая в 1924 году в США на студии «Vitagraph Studios» режиссёром Дэвидом Смитом, братом одного из основателей киностудии Альберта Смита.
Первая экранизация книги Рафаэля Сабатини — «Одиссея капитана Блада» (1922).

## Сюжет
О приключениях Питера Блада, благородного морского разбойника, капитана пиратского судна, бороздящего просторы Карибского моря.

## В главных ролях
| Актёр               | Роль                   |
| ------------------- | ---------------------- |
| Дж. Уоррен Керриган | Капитан Питер Блад     |
| Джин Пейдж          | Арабелла Бишоп         |
| Шарлотта Мерриам    | Мэри Трэйл             |
| Джеймс Моррисон     | Джереми Питт           |
| Аллен Форрест       | Лорд Джулиан Уэйд      |
| Бертрам Грессби     | Дон Диего              |
| Отис Харлан         | Корлисс                |
| Джек Кертис         | Волверстон             |
| Уилфрид Север       | Полковник Бишоп        |
| Бойд Ирвин          | Левассёр               |
| Генри Эбер          | Капитан Хобарт         |
| Роберт Болдер       | Адмирал Ван дер Кэйлен |